# Władysław Gala
Władysław Gala (ur. 16 września 1926 w Sufczynie, zm. w 12 sierpnia 2020 w Łowiczu) – polski działacz partyjny i państwowy, wieloletni działacz Ochotniczej Straży Pożarnej, w latach 1975–1980 wicewojewoda skierniewicki.

## Życiorys
Syn Walentego i Katarzyny. Zawodowo zajmował się zarządzaniem w rolnictwie. Działał w Związku Młodzieży Polskiej, w 1956 wstąpił do Polskiej Zjednoczonej Partii Robotniczej. Od 1975 należał do egzekutywy Komitetu Wojewódzkiego PZPR w Skierniewicach, w tym okresie pełnił jednocześnie funkcję wicewojewody skierniewickiego. Wieloletni działacz ochotniczej straży pożarnej. Od 1975 prezes, a od 1987 do 1996 wiceprezes Zarządu Wojewódzkiego OSP w Skierniewicach. W 1999 został wybrany dożywotnio honorowym prezesem Zarządu Powiatowego Związku Ochotniczych Straży Pożarnych w Łowiczu. Od 2002 do 2006 był prezesem Sądu Honorowego OSP w województwie łódzkim. Prowadził także kroniki i księgi pamiątkowe ochotniczej straży pożarnej.
Pochowany 17 sierpnia 2020 w Łowiczu, gdzie przez wiele lat mieszkał.